# Agrotis barthoi
Agrotis barthoi är en fjärilsart som beskrevs av Diószeghy 1935. Agrotis barthoi ingår i släktet Agrotis och familjen nattflyn. Inga underarter finns listade i Catalogue of Life.